# 卡尔·根格包尔
卡尔·根格包尔（英語：Karl Gegenbaur，1826年8月21日—1903年6月14日）是一位德国动物解剖学家，通过比较解剖学上的研究反应动物进化中的同源关系。